# Miêu Khả Tú
Miêu Khả Tú (chữ Hán:苗可秀; Bính âm: Miáo Kěxiù; tiếng Quảng: Miu Ho-Sau); sinh ngày 8 tháng 2 năm 1952, tên thật Trần Vịnh Nhàn (Hán tự:陳詠憫); Bính âm: Chén Yǒng-Mǐn) là một nữ diễn viên Hồng Kông. Cô nổi tiếng từ thập niên 1970 khi tham gia nhiều phim điện ảnh võ thuật. Thành công của cô gắn liền với những năm tháng đóng cho hãng phim Gia Hòa, cô cũng là một trong những nữ diễn viên đầu tiên ký hợp đồng với hãng này.
Cô được biết đến như một nữ diễn viên thường đóng cặp với Lý Tiểu Long trong các phim của anh. Ngoài ra cô còn là người duy nhất có cảnh hôn nhau với huyền thoại võ thuật này trên màn bạc.

## Nghệ danh
Nghệ danh của Miêu Khả Tú là do nhà văn Kim Dung đặt, với nhiều hàm nghĩa. Chữ "Miêu" (苗) nghĩa là lúa non, gợi nhớ đến chữ "Hòa" (禾) là lúa trong chữ "Gia Hòa" (嘉禾). Từ "Khả Tú" (可秀) ca ngợi tài sắc của Trần Vịnh Nhàn.

## Tiểu sử
Miêu Khả Tú sinh tại Quảng Đông, Trung Quốc. Cô học trường Sơ cấp Công giáo tại Cửu Long, Trung Quốc từ nhỏ. Ban đầu, cô không định trở thành ngôi sao màn bạc. Cô chọn học về thương nghiệp và công việc đầu tiên là thư ký tiếng Anh.
Lần đầu cô xuất hiện trên màn ảnh là năm 1968, trong một vở kịch truyền hình. Năm 1970, hãng Gia Hòa thành lập, lúc đó cô mới 19 tuổi. Thấy hãng phim quảng cáo cần một nữ diễn viên chính, bạn bè của cô đã khích lệ cô ứng cử. Không ngờ cô đã được La Duy chọn, sau đó còn trở thành một trong ba nữ ngôi sao sáng của hãng phim Gia Hòa, được mệnh danh là Gia Hoà công chúa"
Miêu Khả Tú là người đóng chung tất cả ba phim quay tại Hồng Kông của Lý Tiểu Long: Đường Sơn đại huynh (1971), Tinh Võ Môn (1972) và Mãnh Long quá giang (1972). Trong phim Đường Sơn đại huynh, vai nữ chính thuộc về Y Y, cô chỉ đóng cô gái bán kem, còn trong hai phim còn lại, cô đóng vai nữ chính. Đây là những tháng ngày đáng nhớ trong sự nghiệp của Miêu Khả Tú.
Năm 1976, cô đóng chung với Thành Long trong phim Tân Tinh Võ Môn.
Cô không đóng phim trong hầu hết thập niên 80 và 90. Năm 1981, cô cùng với anh trai Ricky thành lập một công ty điện ảnh.
Đến thập niên 1990, cô làm chủ tọa một chương trình truyền hình buổi chiều cho kênh CFMT ở Toronto, Canada. Từ năm 2006 cô làm chủ một chương trình Radio "Coffee Talk" của đài CCBC.
Năm 2008, cô trở lại màn ảnh với phim Nhất cá hảo ba ba (一個好爸爸) của đạo diễn Sylvia Chang.
Hiện gia đình cô đang sống ở Toronto.

## Cá nhân
Miêu Khả Tú từng được coi là "Hồng nhan tri kỷ" của họ Lý. Lý Tiểu Long luôn muốn giao vai nữ chính trong phim của mình cho cô. Năm 1972, anh đã mời cô vào một vai trong Tử Vong Du Hý nhưng cô từ chối, vì lúc đó dư luận đang đồn đãi nhiều về quan hệ hai người. Cô sang Đài Loan đóng bộ phim nghệ thuật Tâm Lan đích cố sự, tại đây gặp Kha Tuấn Hùng, một nghệ sĩ nổi tiếng của Đài Loan, người về sau đã thành chồng của cô. Từ đó cô rất ít gặp Lý mặc dù anh thường xuyên nhắc nhở.
Sau khi họ Lý qua đời (1973), cô đã khóc rất nhiều trước linh cữu anh. Cô kể về giây phút cuối cùng ở bên họ Lý: "...dáng anh nằm rất an nhiên tự tại. Tôi lấy tay vuốt tóc anh và chợt có cảm giác anh chết thật, không còn cảm giác gì. Lúc đó tôi mới tin..."

## Phim đã đóng

### Truyền hình
- Thiên tằm biến (1979)
- The Fatal Irony (1987)
- Bruce Lee: A Warrior's Journey (2000)
- Mission in Trouble (2002)

### Điện ảnh
- The Blade Spares None (1971)
- Đường Sơn đại huynh (唐山大兄, 1971)
- Tinh Võ Môn (精武門, 1972)
- Mãnh Long quá giang (猛龍過江, 1972)
- Trạng nguyên xước đầu (綽頭狀元, 1974)
- Tân Tinh Võ Môn (新精武門, 1976)
- Clans of Intrigue (1977)
- The Kung Fu Kid (1977)
- Men of the Hour (1977)
- Snake and Crane Arts of Shaolin (1978)
- Handcuff (1979)
- Dragon Fist (1979)
- The dream Sword (1979)
- Thích Ca Mâu Ni (1980)
- How to Meet the Lucky Stars (1996)
- Run Papa Run (2008)